# W̍
Cette page contient des caractères spéciaux ou non latins. S’ils s’affichent mal (▯, ?, etc.), consultez la page d’aide Unicode.
W̍ (minuscule : w̍), appelé W ligne verticale, est une lettre utilisée dans l'écriture du moyen haut allemand.
Elle est formée de la lettre W diacritée d’une ligne verticale.

## Représentations informatiques
Le W ligne verticale peut être représente avec les caractères Unicode suivants :
- décomposé (latin de base, diacritiques) :

| formes    | représentations | chaînes de caractères | points de code | descriptions                                                  |
| --------- | --------------- | --------------------- | -------------- | ------------------------------------------------------------- |
| capitale  | W̍               | W◌̍                    | U+0057 U+030D  | lettre majuscule latine w diacritique ligne verticale en chef |
| minuscule | w̍               | w◌̍                    | U+0077 U+030D  | lettre minuscule latine w diacritique ligne verticale en chef |